# روبرت هال (سياسي بريطاني)
روبرت هال (بالإنجليزية: Robert Hall)‏ هو ضابط وسياسي بريطاني، ولد في 1939، وتوفي في 17 يونيو 2016.